# Брокен Боу (Оклахома)
Брокен Боу (енгл. Broken Bow) град је у америчкој савезној држави Оклахома.

## Демографија
По попису из 2010. године број становника је 4.120, што је 110 (-2,6%) становника мање него 2000. године.
| Група             | 2000.         | 2010.         |
| Белци             | 2.651 (62,7%) | 2.459 (59,7%) |
| Афроамериканци    | 399 (9,4%)    | 344 (8,3%)    |
| Азијати           | 8 (0,2%)      | 24 (0,6%)     |
| Хиспаноамериканци | 225 (5,3%)    | 318 (7,7%)    |
| Укупно            | 4.230         | 4.120         |